# خلج (قبادلی)
خلج ( ترکی آذربایجانی: Xələc) یک منطقهٔ مسکونی در جمهوری آرتساخ است که در استان کاشاتاق واقع شده‌است.